# Goran Bogdanović
Goran Bogdanović, cyr. Горан Богдановић (ur. 2 lutego 1963 w Rašce) – serbski polityk, agronom i urzędnik państwowy, w latach 2008–2012 minister ds. Kosowa i Metochii, poseł do Zgromadzenia Narodowego.

## Życiorys
Ukończył szkołę średnią w Leposaviciu w Kosowie, a następnie studia na wydziale rolnictwa Uniwersytetu w Belgradzie. Pracował jako menedżer i dyrektor przedsiębiorstwa JUKO w Srbicy, później zatrudniony jako inspektor w państwowej inspekcji rolnej.
Od 2000 należał do Partii Demokratycznej, kierował strukturami tego ugrupowania w Kosowie. Od 2002 do 2004 był ministrem rolnictwa w regionalnym rządzie, następnie do 2007 zasiadał w Zgromadzeniu Kosowa i Metochii. W 2007, 2008 i 2012 wybierany z ramienia Partii Demokratycznej do serbskiego Zgromadzenia Narodowego.
Od 2008 do 2012 sprawował urząd ministra ds. Kosowa i Metochii w rządzie Mirka Cvetkovicia. Okres ten przypadł na czas wkrótce po deklaracji niepodległości ze strony Kosowa. W styczniu 2010 funkcjonariusze kosowskiej policji zatrzymali Gorana Bogdanovicia na terenie Kosowa pod zarzutem nielegalnej działalności politycznej i odstawili do granicy z Serbią. W czerwcu 2012 władze Kosowa objęły go zakazem wjazdu.
W 2014 odszedł do tworzonej przez Borisa Tadicia Nowej Partii Demokratycznej. W tym samym roku i w 2016 utrzymywał mandat poselski na kolejne kadencje.